# Находкинская епархия
Нахо́дкинская епа́рхия — епархия Русской Церкви, объединяющая приходы в южной части Приморского края (в границах Находкинского, Партизанского и Фокинского городских округов, а также Лазовского, Партизанского и Шкотовского районов). Входит в состав Приморской митрополии.
Епархиальный архиерей имеет титул «Находкинский и Преображенский». С 1 сентября 2011 года правящий архиерей — епископ Находкинский и Преображенский Николай (Дутка).

## История
Образована выделением из Владивостокской и Приморской епархии определением Священного синода от 27 июля 2011 года.
6 октября 2011 года Находкинская, Владивостокская и Арсеньевская епархии включены в состав новообразованной Приморской митрополии.

## Благочиния
Епархия разделена на 4 церковных округа:
- Восточное благочиние (Лазовский район)
- Западное благочиние (Шкотовский район)
- Северное благочиние (Партизанский район)
- Центральное благочиние (Находкинский городской округ)